# 橡胶改性

### 概况
根据ASTMD1566定义，橡胶是一种高分子材料，具有高分子材料的共性，分子量大，化学性质较为稳定，如粘弹性、绝缘性、环境老化性、密度小以及对流体的渗透性低等，能够被改性。

### 定义
橡胶改性（Rubber Modification）是指通过利用物理、化学方法往橡胶之中有选择的加入适量无机或有机物质，或者是将不同类高分子聚合物与橡胶进行共混，又或者是利用化学方法实现高聚物的接枝、共聚、嵌段、交联，甚至是将上述方法联合使用，以此来改善橡胶材料在某些方面的劣势，改进其加工工艺性能，进而降低成本，或使橡胶材料仅在表面以及电、磁、光、热、声、燃烧等方面赋予独特功能等效果，这即为橡胶改性。

### 目的与前景
橡胶的改性，就是对橡胶材料的性能进行有选择性的扬长避短，既要保留和改进橡胶本身所具有的优势，同时还需要在另一方面降低甚至消除其劣势，以达到提高橡胶材料的使用性能、加工工艺性能，降低生产成本，已达到利润最大化，满足国民生产的需要。
由于对新材料的开发难度极大，难度极高，且不确定性较大，这导致了新材料的开发成功率较低，这就很容易造成大量人力物力财力的损失。然而在原有橡胶材料的基础上进行改性，无疑降低了开发成本，而且橡胶作为一种高分子材料，其未知领域仍然比较多，发展空间极大。同时，由于随着科学技术生产的发展，橡胶的使用量以及使用范围逐年增加，加上其价格较为低廉，而且人们对一种材料兼具多种性能的要求日益提高，这使得对橡胶的改性这一研究工作的前景变得十分乐观。

### 历史发展
1493~1496年哥伦布第二次航行到印第安时，发现当地人玩的球能从地上跳起来，经了解才知道球是由一种树流出的浆液制成的，此后欧洲人才知道橡胶这种物质。但直到1823年，英国人创办了第一个橡胶生产防水布，这才是橡胶工业的开始。1826年Hancock发明了开放式炼胶机，1839年Goodyear发现了加入硫黄和碱式碳酸铝可以使橡胶硫化，这两项发明奠定饿了橡胶加工业的基础，1888年Dunlop发明了充气轮胎，汽车工业的发展促进了橡胶工业的真正起飞。1904年S.C.Mote用炭黑使天然橡胶的拉伸强度提高，找到了橡胶增强的有效途径，拉开了橡胶改性的序幕。近年来，橡胶工业新技术发展迅速，通过卤化、氢化、环氧化、接枝、共混、增容、动态硫化等方法开发了许多新橡胶材料，橡胶制品也向着高性能化、功能化、特种化方向发展，橡胶材料以其独有的特性发挥着重要的作用。

### 共混改性

#### 概述
共混改性法是指在一种材料中掺混入一种或多种其它物质，使得原材料具备掺入材料所具备的性能，从而达到改变增强原有材料性能的一种聚合物的改性方法。

#### 分类
物理共混：就是通常意义上的“混合”，即为简单的机械共混，利用物理方法将两者充分混合而且两者之间不发生任何化学变化；
物理/化学共混（就是通常所称的反应共混）：在物理共混的过程中兼有化学反应，可附属于物理共混；
化学共混：包括了接枝、嵌段共聚及聚合物互穿网络（IPN）等。 

#### 范例

##### 共混法增强丁苯橡胶
由于胶粉是由烃类裂解或者不完全燃烧所得到的黑色粉末状固体，具有准石墨状结构，化学性质相对比较稳定，其表面含有羧基等多种活性基团，是亲油性物质，因而可用其来对丁苯橡胶进行改性。
利用胶粉来改性丁苯橡胶的方法是以橡胶作为基体，以胶粉颗粒作为增强相进行共混合成。胶粉在橡胶体系中充当补强和填充作用，以增强橡胶制品性能。

### 接枝改性

#### 概述
接枝共聚是指在聚合物主干或主链聚合物存在下，加入一定的单体进行聚合反应，在主干聚合物上将分支聚合物成分通过化学键相互结合起来，形成分支的反应。 接枝共聚物通常是在高分子聚合物主干或者是主链聚合物存在下，将单体进行自由基聚合、离子加成聚合或开环聚合所得到的新的聚合物。由于接枝链的不同，将会在不同程度上赋予高聚物不同的性能。

#### 接枝共聚方法
链转移接枝：引发剂产生自由基使该自由基与主链上的氢发生反应，从而产生接枝点，形成接枝共聚物。
化学接枝：首先用化学方法在聚合物的主干链上导入易分解的活性基团，使活性基团分解成自由基，然后再与单体进行接枝共聚形成新的聚合物。
辐射接枝：将聚合物与单体在聚合前混合在一起，共同进行辐射，利用辐射所释放的能力使其进行反应。
预辐射法：先辐照聚合物，使之产生捕集型自由基，在用乙烯型单体与之接枝。

#### 接枝共聚改性原理
橡胶（R）与单体（M）接枝共聚系按自由基链锁聚合历程进行聚合反应。其主要反应有：
1. 引发剂（B）分解产生活性自由基（I• ）
2. 活性自由基（I• ）引发单体形成单体自由基（M• ）
3. 单体自由基（M• ）继续进攻其他单体形成单体增长链自由基（P• ）
4. 活性自由基（I• ）进攻橡胶形成主链自由基（R• ）
5. 单体增长链自由基（P• ）向橡胶转移形成主链自由基（R• ）
6. 单体在主链自由基（R• ）增长形成接枝橡胶（R-P）
7. 主链自由基（R• ）与单体增长链自由基（P• ）自聚或互聚实现链终止

### 链端改性
由于某些橡胶大分子链具有活性链端，因此可以利用橡胶材料的活性链端，对其进行不同方法的改性以提高某些物理化学性能, 如改善低温性能、抗拉性能、抗老化性能、耐磨性能及加工性能。常用的链端改性方法是偶联改性

### 表面改性
表面改性技术是指用物理、化学等方法，通过对材料表面的形貌、化学成分、相组成、微观结构、缺陷状态或应力状态进行有选择性地改变，进而赋予材料一种新的性能或者对原有性能的改善，扩大该材料的适用范围。例如橡胶表面磺化，表面磺化一般采用将橡胶浸渍在亚硫酸或硫酸溶液中的方法。磺化的效果是将橡胶表面的碳-碳键打开，在其中的一个碳上接上—SO3H。